# Prunus ×sultana
Hybride
Parent  A  de l'hybridation 
  Prunus salicina 
×

Parent B de l'hybridation 
  Prunus simonii 
Classification phylogénétique
Prunus ×sultana est une espèce de plantes à fleurs de la famille des Rosaceae.
C'est un arbuste hybride.